# テンペスト (アルバム)
『テンペスト』（英: Tempest）は、2012年にリリースされたボブ・ディラン35作目のスタジオ・アルバム。

## 収録曲
特記なき楽曲は、作詞・作曲 ボブ・ディラン
1. デューケイン・ホイッスル - Duquesne Whistle （Bob Dylan/Robert Hunter）
2. スーン・アフター・ミッドナイト - Soon After Midnight
3. ナロウ・ウェイ - Narrow Way
4. ロング・アンド・ウェイステッド・イヤーズ - Long and Wasted Years
5. ペイ・イン・ブラッド - Pay in Blood
6. スカーレット・タウン - Scarlet Town
7. アーリー・ローマン・キングズ - Early Roman Kings
8. ティン・エンジェル - Tin Angel
9. テンペスト - Tempest
10. ロール・オン・ジョン - Roll on John